# Анна София Бранденбургская
Анна София Бранденбургская (нем. Anna Sophia von Brandenburg; 18 марта 1598, Берлин — 19 декабря 1659, Берлин) — принцесса Бранденбургская, в замужестве герцогиня Брауншвейга и Люнебурга и княгиня Брауншвейг-Вольфенбюттельская.

## Биография
Анна София — старшая дочь курфюрста Иоганна Сигизмунда Бранденбургского в его браке с Анной Прусской, дочерью герцога Альбрехта Фридриха Прусского. Первоначально планировалось выдать принцессу замуж за пфальцграфа Вольфганга Вильгельма Нейбургского, но матримониальные планы расстроились из-за конфликта жениха с отцом Анны Софии.
4 сентября 1614 года Анна София вышла замуж в Вольфенбюттеле за герцога Фридриха Ульриха Брауншвейг-Вольфенбюттельского. Брак оказался бездетным. Анна София завела роман с герцогом Францем Альбрехтом Саксен-Лауэнбургским, служившим в армии Тилли. После победы в бою при Плесси среди трофеев Кристиана Брауншвейг-Вольфенбюттельского оказалась компрометирующая переписка Анны Софии с Францем Альбрехтом, которую Кристиан передал брату Фридриху Ульриху. Анна София бежала к брату Георгу Вильгельму и оттуда писала жалобы императору Священной Римской империи Фердинанду II, обвиняя супруга в «отсутствии чувств и сердечности», а Георг Вильгельм связался с Фридрихом Ульрихом, предложив ему оставить супругу в покое и выдать её украшения.

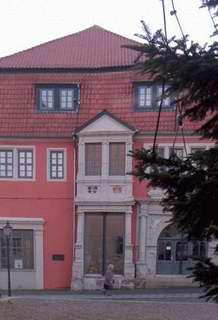
Здание Анна-Софианеума в Шёнингене

Фридрих Ульрих запретил упоминать имя супруги в церковных молитвах, заблокировал выплату процентов от её ренты и конфисковал приданое. Анна София не явилась по вызову в консисторию и отказалась дать супругу развод, чтобы тот мог жениться снова. Посредничество в деле императора Фердинанда обернулось неудачей, и в 1626 году он передал его курфюрсту Иоганну Георгу I Саксонскому, который для его разрешения созвал суд. Фридрих Ульрих умер в процессе судебного разбирательства в Брауншвейге.
Анна София проживала в дальнейшем в своих вдовьих владениях в Шёнингене, где основала городскую школу, названную в её честь Анна-Софианеумом. Здание для школы было оформлено в барочном стиле и украшено бранденбургским и брауншвейгским гербами. В настоящее время в нём размещается краеведческий музей. Анну Софию описывали как чрезвычайно умную женщину, которая умело вела переговоры между воюющими сторонами во время Тридцатилетней войны и спасла от разграбления свои владения и Гельмштедтский университет защитными письмами, полученными от командующих всех армий.
Анна София похоронена в склепе Гогенцоллернов в Берлинском кафедральном соборе.